# Ли Сыльби
Ли Сыльби (кор. 이슬비; род. 25 июня 1988) — корейская кёрлингистка, запасной команды Южной Кореи на Олимпийских играх 2014 года.

## Достижения
- Тихоокеанско-азиатский чемпионат по кёрлингу: золото (2010, 2013), серебро (2008, 2011), бронза (2005).
- Чемпионат Республики Корея по кёрлингу среди женщин: бронза (2016).
- Зимняя Универсиада: серебро (2013), бронза (2011).